# Grand Prix de Saint-Étienne Loire
Le Grand Prix de Saint-Étienne-Loire organisé par l'EC Saint-Étienne Loire, avec le parrainage des collectivités locales de la Ville de Saint-Étienne, du Conseil Général de la Loire et le concours des communes limitrophes de Saint-Étienne Métropole, est une course cycliste internationale, inscrite au calendrier national de la Fédération française de cyclisme.
C’est une épreuve de catégorie « élite » qui se déroule chaque année, le dernier samedi du mois de mars. 

## Historique
- Le Grand Prix de Saint-Étienne a vu le jour dans les années 1970 au temps du Carnaval de la ville et a connu quelques années de gloire. Il suffirait de consulter les archives de la course pour s’apercevoir qu’elle attirait de nombreux espoirs du cyclisme français. Inscrite au calendrier national, elle était rapidement devenue une épreuve de renommée en attirant des coureurs de nombreuses régions françaises.
- Cette épreuve baptisée « Grand Prix du Carnaval » trouva dès ses origines sa place dans le calendrier de la Fédération française de cyclisme le dernier samedi de mars en plein carnaval de Saint-Étienne. La Roue d’Or Cycliste de Saint-Étienne l’organisa pendant quelques années jusqu’à sa disparition.
- L’épreuve fut relancée en 1981 par l’Union cycliste Saint-Étienne Pélussin. Le parcours remodelé, lui permit d’acquérir une réputation de course difficile inscrite à l’époque au Trophée Mavic (qui correspondait à l’époque au Championnat de France de DN1 actuel). Le départ avait lieu place de l’Hôtel de Ville, les coureurs traversaient une partie de la ville avant d’en découdre à partir de Terrenoire sur les routes escarpées du massif du Pilat. Le circuit les emmenaient dans une aventure de près de 150 kilomètres où les coureurs s’exprimaient entre le Planil, le col de la Croix de Montvieux, Pélussin, le col de Pavezin avant de revenir sur Saint-Étienne où l’arrivée fut jugée à différents endroits : le Cours Fauriel, la Plaine Achille ou le Stade Geoffroy-Guichard. Jusqu’à 190 coureurs participeront à l’épreuve qui a toujours connu un vainqueur au sommet de sa forme. Située assez tôt dans la saison, elle était devenue sur le plan amateur la  première classique du printemps. L'Union cycliste Saint-Étienne Pélussin annule le Grand Prix en 1990.
- En 1991, l’organisation change de main et c’est l’ASPTT de Saint-Étienne qui va organiser pour 4 éditions au destin de cette course qui rassemble chaque fois un plateau intéressant.
- De 1995 et 1997, malheureusement l’épreuve va de nouveau connaître trois années « sans » en ne pouvant être organisée.

## Le Grand Prix de Saint-Étienne-Loire actuel
En 1997, à la demande de la Ville de Saint-Étienne et de la maire-adjointe chargée des sports, passionnée de cyclisme et ne pouvant se résigner à la disparition de la course, proposera aux dirigeants de l'EC Saint-Étienne Loire, nouveau club de sports de haut-niveau de Saint-Étienne, de reprendre en charge l’organisation de l'épreuve pour mars 1998. Le tracé sera complètement revu et corrigé et afin de limiter au maximum les contraintes urbaines de circulation, les coureurs évolueront en grande partie sur un circuit empruntant les routes ligériennes des Monts du Lyonnais entre les communes de Saint-Héand, Sorbiers, Fontanès, Saint-Christo-en-Jarez… Une nouveauté est apparue en 2004 puisque la 7° édition du Grand Prix de Saint Étienne-Loire se déroula en catégorie 1.6 et s'est ouverte aux coureurs professionnels de GS3. 
A quelques exceptions près, la course s’élance et arrive, rue de la Tour au pied du Stade Geoffroy Guichard, chaudron vert du football stéphanois.
Le 27 mars 2010, le Grand-Prix de Saint-Étienne Loire a accueilli la première manche de la Coupe de France Look des clubs et est devenu le Grand Prix de Saint-Étienne et du Conseil général de la Loire.

## Palmarès
| Année                       | Vainqueur           | Deuxième             | Troisième          |                   |
| --------------------------- | ------------------- | -------------------- | ------------------ | ----------------- |
| Ronde du Carnaval           |                     |                      |                    |                   |
| 1967                        | Raymond Gay         | Francis Rigon        | Jacky Chantelouve  |                   |
| 1968                        | Joël Millard        | Paul Gutty           | Bernard Rolland    |                   |
| 1969                        | Charles Rigon       | Gérard Norce         | Marcel Magnand     |                   |
| 1970                        | Ferdinand Julien    | Pierre Rivory        | Joël Bernard       |                   |
| 1971                        | Maurice Chizat      | Rachel Dard (en)     | Henri Chavy        |                   |
| 1972                        | Henri Berthillot    | Michel Jacquier      | Jean-Paul Routens  |                   |
| 1973                        | Joël Bernard        | Antoine Gutierrez    | Pierre Rivory      |                   |
| 1974                        | Joël Bernard        | Dino Bertolo         | Gérard Bertrand    |                   |
| 1975                        | Charles Genthon     | Robert Alban         | Dino Bertolo       |                   |
| 1976                        | Joël Millard        | Patrick Marette      | Jacques Desportes  |                   |
| 1977-1980                   | Pas organisé        | Pas organisé         | Pas organisé       |                   |
| Grand Prix de Saint-Étienne |                     |                      |                    |                   |
| 1981                        | Michel Charréard    | Gilbert Guichard     | Gilles Mas         |                   |
| 1982                        | Jacques Desportes   | Bernard Jusselme     | Gilbert Guichard   |                   |
| 1983                        | Christian Cazorla   | Bernard Faussurier   | Jocelyn Ducard     |                   |
| 1984                        | Alain Ruiz          | Yves Hupel           | Jean-Claude Garde  |                   |
| 1985                        | Yves Hupel          | Philippe Lepeurien   | Gilbert Guichard   |                   |
| 1986                        | Gilles Delion       | Luc Leblanc          | Gilles Bernard     |                   |
| 1987                        | Frédéric Galerne    | Denis Celle          | Gilles Bernard     |                   |
| 1988                        | Christian Guillot   | Philippe Guitard     | Pascal Chavant     |                   |
| 1989                        | Lars Michaelsen     | Toël Garde           | Thierry Arnould    |                   |
| 1990                        | Pas organisé        | Pas organisé         | Pas organisé       |                   |
| 1991                        | Grégoire Balland    | José Lamy            | Richard Szostak    |                   |
| 1992                        | Denis Leproux       | Marek Leśniewski     | Didier Thueux      |                   |
| 1993                        | Hervé Arsac         | Gilles Pauchard      | Gilles Bouvard     |                   |
| 1994                        | Hervé Arsac         | Frédéric Bessy       | Dominique Molard   |                   |
| 1995-1997                   | Pas organisé        | Pas organisé         | Pas organisé       |                   |
| 1998                        | László Bodrogi      | Gilles Delion        | Marc Thévenin      |                   |
| 1999                        | Innar Mändoja (en)  | Gabriel Rasch        | Hervé Arsac        |                   |
| 2000                        | Marc Thévenin       | Alexandre Grux       | Frédéric Ruberti   |                   |
| 2001                        | Benoît Luminet      | Julien Thollet       | Dimitar Dimitrov   |                   |
| 2002                        | Dimitar Dimitrov    | Pascal Pofilet       | Mark Scanlon       |                   |
| 2003                        | Dimitar Dimitrov    | Maxim Gourov         | Fabrice Billard    |                   |
| 2004                        | Shinichi Fukushima  | Alexandre Cabrera    | Julien Marcuz      |                   |
| 2005                        | Rene Mandri         | Jérémie Dérangère    | Kalle Kriit        |                   |
| 2006                        | Benoît Luminet      | Rein Taaramäe        | Christophe Laborie |                   |
| 2007                        | Jérémie Dérangère   | François Lamiraud    | Tanel Kangert      |                   |
| 2008                        | Paweł Wachnik       | Miculà Dematteis     | Mateusz Taciak     |                   |
| 2009                        | Julien Bérard       | Xavier Brun          | Maxime Mayençon    |                   |
| 2010                        | Dimitry Samokhvalov | Ramūnas Navardauskas | Christophe Laborie |                   |
| 2011                        | Yannick Martinez    | Romain Bardet        | Guillaume Bonnet   |                   |
| 2012                        | Gabriel Chavanne    | François Lamiraud    | Guillaume Bonnet   |                   |
| 2013                        | François Lamiraud   | Sébastien Hoareau    | Théry Schir        |                   |
| 2014                        | Jérôme Mainard      | Thomas Girard        | Florian Dumourier  |                   |
| 2015                        | Matteo Draperi      | Maxime Le Lavandier  | Guillaume Martin   |                   |
| 2016                        | Maxime Le Lavandier | Loïc Ruffaut         | Étienne Fabre      |                   |
| 2017                        | Bruno Armirail      | Matthieu Converset   | Lucas Papillon     |                   |
| 2018                        | Aurélien Lionnet    | Maxime Jarnet        | Alexandre Délétang |                   |
| 2019                        | Jérémy Cabot        | Alexandre Jamet      | Ken Conter         |                   |
| 2020                        | annulé (Covid-19)   | annulé (Covid-19)    | annulé (Covid-19)  | annulé (Covid-19) |
| 2021                        | Paul Lapeira        | Stefan Bennett       | Léo Vincent        |                   |
| 2022                        | Thomas Devaux       | Harrison Wood        | Oliver Knight      |                   |
| 2023                        | Rémi Capron         | Alan Boileau         | Gwen Leclainche    |                   |
| 2024                        | Alexis Guérin       | Clément Izquierdo    | Noah Bögli         |                   |

## Sources
- Espoir Cycliste Saint-Étienne-Loire
- René Ravallec